# オスニエリア
オスニエリア（Othnielia）は鳥盤類恐竜の属であり、この名は原記載者である19世紀のアメリカの古生物学者オスニエル・チャールズ・マーシュにちなんで命名されたものである。Othnielia rexという名は1977年にピーター・ガルトン（ en）によりマーシュがNanosaurus rexと呼んでいた種に対して名づけられたものである。

## 特徴
現在はオスニエロサウルスとされている化石を除くと、この属は疑わしく、近縁種に基づいた一般的なことしか記述できない。比較的小さな恐竜であり、体長1.5-2 m、体重10 kg程度で、短い前肢、長い後肢をもつ軽快な二足歩行の草食動物であった。全く証拠は無いが、この属の恐竜は小説ジュラシック・パークにおいて「木登り恐竜」"othys"として登場した。

## 発見史
オスニエリアとされた化石はワイオミング州、ユタ州、コロラド州のジュラ紀後期オックスフォード期-チュートン期のモリソン累層（en）の岩石から発見された
 。しかし2007年、ガルトンの手でモリソンの鳥盤類が再検討され、明確な化石はYPM 1875（ナノサウルス・レックスのホロタイプである大腿骨）とおそらく関連する体の骨のかけらのみであるとされた。ガルトンはこの大腿骨は標徴的ではなく、オスニエリアは疑わしい名だと結論し、2つの骨格を新属オスニエロサウルス(Othnielosaurus)とした。この判断が広く学会に受け入れられるかは見守られなければならないが、この種の分類学上の決定には先例がある（例えばマラスクス（en）とラゴスクスの問題）。

## この属とされた標本
ガルトンの論文では、オスニエリアの最初のタイプ標本と、2つの部分骨格のみが明確にオスニエリアとして扱われ、この論文に登場する他の標本については指定をさけた。除外された標本にはアータル博物館の通称"Barbara"と呼ばれるほぼ完全な標本 や、1つのほぼ完全な下顎骨(MWC 5822)が含まれる。ガルトンはオスニエリアを  nomen dubiumとみなし、他の標本をオスニエリアとすることはできないと考えている。

### DMNH 21716
カスリーン・ブリル（en）とケネス・カーペンター（en）は、コロラド州、ガーデンパーク（en）にあるモリソン累層で発見されたOthnielia rexと見られる鳥脚類の幼体を報告している。この標本は大きさが小さく、神経棘の癒合が見られず、長い骨は海綿状かつ不完全な形態であることから未成熟な個体と推定される。現在はDMNH 21716として収蔵されている。骨格はあずき色の砂岩の5つのブロックの中に包含されていた。もしこの標本が本当にO. rexのものであるならば、既知の成体の標本の1/3の大きさである。しかし、オスニエリアの卵や幼体は知られておらず、年代は特定できなかった。

## 参照
- Brill, K.; and Carpenter, K. (2001). “A baby ornithopod from the Morrison Formation of Garden Park, Colorado”. In Tanke, D.H.; and Carpenter, K. (eds.). Mesozoic Vertebrate Life. Bloomington and Indianapolis: Indiana University Press. pp. 197–205. ISBN 0-253-33907-3
- Foster, J.R. (2003). Paleoecological Analysis of the Vertebrate Fauna of the Morrison Formation (Upper Jurassic), Rocky Mountain Region, U.S.A. New Mexico Museum of Natural History and Science Bulletin 23.
- Galton, P.M. (1977). The ornithopod dinosaur Dryosaurus and a Laurasia-Gondwanaland connection in the Upper Jurassic. Nature 268: 230-232.
- Galton, P.M. (2007). Teeth of ornithischian dinosaurs (mostly Ornithopoda) from the Morrison Formation (Upper Jurassic) of the western United States. in: Carpenter, K. (ed.). Horns and Beaks: Ceratopsian and Ornithopod Dinosaurs. Indiana University Press: Bloomington, 17-47. ISBN 0-253-34817-X.
- Glut, Donald F. (2006). Dinosaurs: The Encyclopedia, Supplement 4. Jefferson, North Carolina: McFarland & Company, Inc.. pp. p. 206. ISBN 0-7864-2295-5.
- Scott Hartman. “othnielia”. 2007年1月25日閲覧。
- Marsh, O.C. (1877). Notice of new dinosaurian reptiles from the Jurassic formations. American Journal of Sciences (Series 3) 14:514-516.
- Pierce, R.J. (2006). “A nearly complete dentary of the ornithopod dinosaur Othnielia rex from the Morrison Formation of Wyoming”. In Foster, J.R.; and Lucas, S.G. (eds.). Paleontology and Geology of the Upper Jurassic Morrison Formation. New Mexico Museum of Natural History and Science Bulletin, 36. Albuquerque, New Mexico: New Mexico Museum of Natural History and Science. pp. 163–164